# 白井晟一

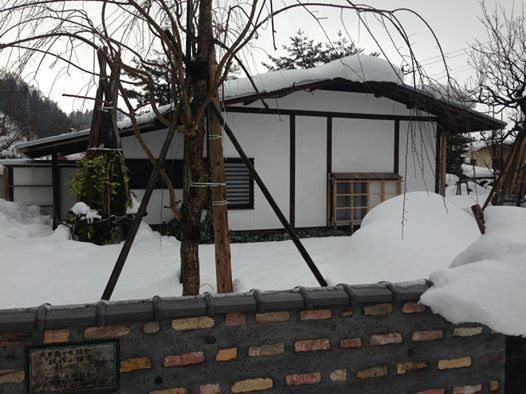
試作小住宅（現・顧空庵）
1953年。東京都世田谷区から秋田県湯沢市に移築

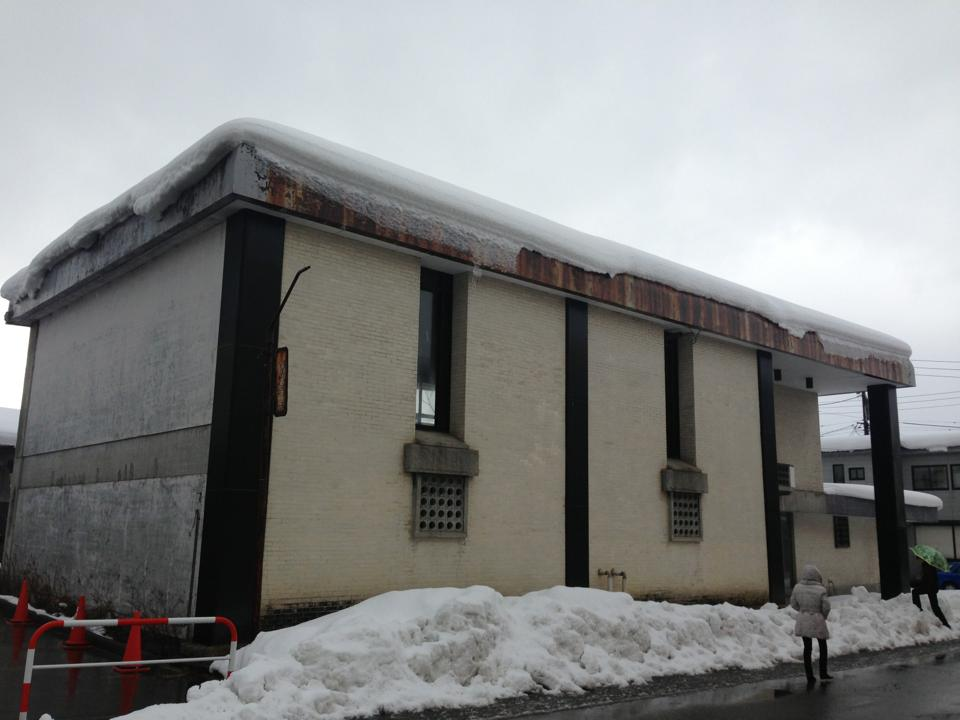
湯沢酒造会館（秋田県湯沢市）

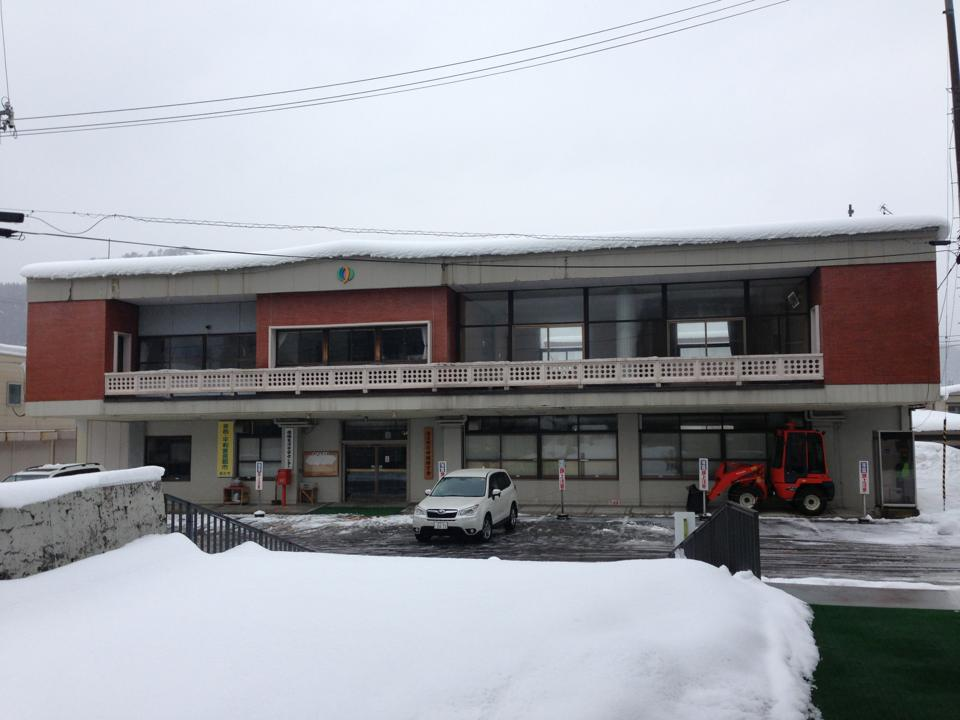
旧雄勝町役場（秋田県湯沢市・現存せず）

白井 晟一（しらい せいいち、1905年（明治38年）2月5日 - 1983年（昭和58年）11月22日）は、日本の建築家。村野藤吾、吉田五十八、堀口捨巳、谷口吉郎らと並んで、昭和期の住宅において和風を手がけた代表的な建築家として知られる。他に役場や静岡市立芹沢銈介美術館といった公共施設、銀行の建物も手掛けた。
一方で、その独特な作風や言説から「哲学の建築家」「哲人建築家」「異端の作家」などと称されることもある。1950年代の「伝統論争」の論者としても知られる。

## 生涯

### 生い立ち
1905年2月5日に京都市の三条大宮で、白井七蔵・えんの長男として生まれる。本名は白井成一。兄弟には、7歳上の姉清子と、弟の隆吉がいる。白井家は、銅を代々扱っていた豪商であり、父・七蔵は下京区の銅延業者で第1・2回内国勧業博覧会に出品した当時の代表的な銅板職人であったが、明治後期には工場主名簿から姿を消しており、近代伸銅工場の台頭により廃業したと見られ、当時は油屋を営んでいたと言われる。
1917年、12歳で父と死別。画家近藤浩一路に16歳で嫁いで、東京府本郷区湯島同朋町に住んでいた姉・清子のもとに身を寄せた。1918年4月、青山学院中等部に入学。1922年に第一高等学校を受験するが失敗し、東京物理学校（現在の東京理科大学）に入学する。その後、東京での転居を経て、1923年9月1日の関東大震災で近藤邸が全焼し、静岡県に一時滞在、その後1923年に、京都市上京区大宮通一条上ルに移された近藤邸に弟とともに移る。

### 工芸学校入学からドイツ留学

#### 京都高等工芸学校時代
1924年4月に京都高等工芸学校図案科（現在の京都工芸繊維大学造形科学科）に入学。担当教授は建築家の本野精吾。在学中は、本野が舞台デザインに協力をしていた劇団「エラン・ヴィタール」にも参加した。1926年には、当時、京都高等工芸学校の英語講師を務めていた、京都帝国大学の若き哲学者の戸坂潤に兄事、さらに戸坂を通じて美学者の深田康算に私淑し、京都帝国大学の哲学の講義に潜り込むなどした。1928年（昭和3年）、通常は3年のところを4年かけて京都高等工芸学校を卒業。この年、母が死去した。

#### ハイデルベルク大学時代
1930年、ヴァイマル共和政時代のドイツに留学した。ソビエト連邦領シベリア経由で渡欧し、バーゼル州の大学入学資格試験に合格してハイデルベルク大学に入学。第一希望の専修は「哲学科美術史」であった。深田からリッケルトへの紹介状を持っていたものの高齢だったこともあり、カール・ヤスパースの講義を聴きくが、ここでは語学の障害が大きかったため、主に美術史の教授アウグスト・グリーゼバッハの講義を聴きゴシック建築に興味を持ち、学んだ。1931年の2月に、義兄近藤がフランスの首都パリで個展を開くために渡仏し、白井はこの手伝いをするためにパリに赴く。

#### ベルリン大学時代
1931年9月、白井はベルリン大学に移る。ベルリン大学では、シュプランガーとデゾワーに師事する。一方、ベルリンでは市川清敏とともに、鈴木東民が邦人向けに発行していた左翼新聞『伯林週報』を引き継いでその編集に加わるなど、左翼運動にも身を投じた。また、当時中央公論社のソ連特派員として活動していた香川重信とベルリンで出会い意気投合し、ソ連共産党入党を勧誘される。翌年6月、前述の義兄近藤の個展を訪れ高く評価したアンドレ・マルローが文芸雑誌『新フランス評論（N.R.F）』社のギャラリーにおいて近藤の個展を開き、白井は手伝いのために再度パリへ赴いた。この時、同じく手伝いをしていた、のちの美術評論家今泉篤男や、当時パリに滞在していた小松清、作家の林芙美子らに出会う。林はこの当時のことを『滞欧記』『巴里の日記』などで発表した。『滞欧記』には「建築をする人」、『巴里の日記』には「哲学と建築を勉強」している、と記された彼女の恋の相手「S」は白井のことであるといわれている。この年の9月以降に香川重信とともにソ連の首都モスクワを訪れ、その後シベリアを経由して1933年の初めに日本に帰国する。

### 帰国後
帰国後、白井は2ヶ月ほど東京の山谷で孤児の世話をするなどして過ごす。その後、弟の隆吉やその仲間とともに千葉県の清澄山の山中に「大投山房」という山小屋を建てて、新しき村と禅道場とマルクス主義運動の拠点を兼ねたような共同生活を行なったが、一年余りで解散となる。この頃、ベルリンで交流を深めた市川清敏とのつながりで、近衛文麿のブレーンであった後藤隆之助の企画した国際文化協会の設立に参加するものの実現しなかった。その後、市政革新同盟事務局長を短い間ではあったが務めた。

#### 最初の建築作品
1935年、京都に住んでいた義兄の近藤夫妻が、子供の自由学園への進学と東京での教育のために、自由学園の近隣で住宅地の開発が進んでいた東京府北多摩郡久留米村南沢学園町に自宅とアトリエを兼ねた住居を新築することを計画した。この設計を、建築家で銀座の美貌堂の店主であった平尾敏也に依頼したが、東京にいた白井が京都の近藤夫妻に代わって様々な指示や決定を行なったため、実質的な設計のほとんどを白井が行なうこととなった。これが、白井の建築家としての最初の仕事となった。完成した邸宅は、構造としては北ヨーロッパの木造建築の技法であるハーフティンバー様式を採用しているが、屋根は瓦であるなど、和風と洋風の建築が合わさった建築であった。1936年6月号の『婦人之友』では、近藤浩一路の家として大きく取り上げられた。近藤はこの家を「土筆居」と名付け、翌年の7月に京都から移り住んだ。のちに河村敏が所有したことから、通称《河村邸》（現存せず）。

### 戦前・戦中の活動

#### 《歓帰荘》の設計
1936年、白井は義兄近藤の従弟である画家の柏木俊一に、静岡県伊豆長岡の旅館白石館の女主人であった師岡和賀を紹介される。旅館白石館は多くの芸術家の滞在した旅館で、近藤とも縁があった。師岡は旅館の敷地内に新たに建てる、彼女が住むための離れの設計を白井に依頼する。白井は依頼を受けて、《歓帰荘》（群馬県南牧村に移築されて現存）を設計し、翌年に完成。《歓帰荘》でも、「河村邸」と同様にハーフティンバー様式を採用する。《歓帰荘》の設計について白井は1937年6月の雑誌『建築世界』の誌上で、「禅刹の静謐、日本の民家の素樸重厚さを心として造つたが、フランス、ドォルドオニュ県にあるモンテエニュの城邸を参考にした」と語っている。また、伊豆に滞在中に江川太郎左衛門邸を見て感銘を受ける。さらに、伊豆に近い三島の龍沢寺住職を当時務め寺の復興を進めていた山本玄峰に出会い、親灸する。同年、近藤が連載の挿絵を手がけていた山本有三『真実一路』（新潮社）の書籍化に際して、白井がその装丁を手がける。これが白井にとって初めての装丁の仕事となる。この時のペンネームは「南沢用介」だった。
1937年、河村照子と結婚する。南沢から東京市四谷区南寺町に引っ越した近藤邸に同居する。1938年、長男の彪介が誕生する。この年一月に四谷の近藤邸が火事に遭い、小石川区同心町の仮の住まいに近藤一家と転居。
1940年、近藤が豊島区北大塚に土地を購入し、白井はそこに新築する近藤の自邸兼アトリエの設計を手がけた。近藤はこの住まいを二代目の《土筆居》と名付ける（現存せず）。初代「土筆居」の《河村邸》とは異なり、数寄屋風の日本家屋となった。白井も1943年には、この敷地内に自邸を建てて移り住んだ。その日本家屋風の佇まいや周りに植えられた竹林から、近所では「雀のお宿」と呼ばれていた。なお、白井の建築作品のうち、この建築を《近藤浩一路邸》と呼ぶ。《近藤浩一路邸》の完成後、近藤は白井に山梨県に建てる別荘の設計を白井に依頼する。この別荘は《山中山荘》（現存せず）として1939年に完成する。

#### 嶋中雄作からの依頼
1941年、同心町から静岡県の用宗に移り住む。同年、近藤と交流のあった中央公論社社長の嶋中雄作を紹介され、嶋中の山荘などいくつかの建築の設計を任されることとなる。まずこの年には、長野県にあった嶋中の山荘《嶋中山荘》（現存せず）を設計した。この建築は、洋風の白い外壁に対して屋根が茅葺であるのが特徴であり、その美しさを評論家清沢洌は『暗黒日記』で「浮城の如し」と評した。「夕顔の家」とも称される。同年、《嶋中山荘》が建っている嶋中所有の広大な別荘地の一角を譲られた清沢洌は、嶋中にならって自身の別荘の設計を白井に依頼する。この《清沢洌山荘》（現存せず）は、清沢の具体的な注文を受けて、白い板張りの壁やオリーブグリーンの窓枠など、白井の作品としては例外的な特徴を備えるものとなった。翌年、白井は再び嶋中に依頼されて彼の自邸《嶋中雄作邸》（現存せず）を設計し、さらに1948年には熱海の別荘《嶋中邸書屋》（現存せず）の設計を手掛けた。
これらに先立つ太平洋戦争末期の1944年、次男の昱磨が誕生。同年から米軍による日本本土空襲が本格化した。この年、静岡県の草深に疎開する。1945年の3月には北大塚の近藤邸が焼失し、近藤家とともに山梨県の《山中山荘》に転居し、ここで終戦を迎える。

### 戦後
1946年、東京の大森に移り住む。この年、《光音劇場計画》や《三里塚農場計画》など、実現はしなかったものの、白井の社会主義的性格や後の美術館建築の片鱗の垣間見ることができる計画を図面等で残している。《光音劇場計画」》は宮城県仙台市での建設が計画されていたとみられ、《三里塚農場計画》は白井がベルリンで知り合い、帰国後は東京都開拓団協会常任理事兼三里塚農場長となっていた市川清敏とのつながりで作成されたと見られている。

#### 秋田県での活動
1948年、義兄近藤の作品を取り扱っていた画商の旭谷正次郎の紹介で、秋田に文化講演会の講師として招かれる。これがきっかけとなり、この後、秋田県での設計を多く手がけることとなる。この年には、秋田県での最初の作品となる《羽後病院》（現存せず）が完成する。この年、東京都杉並区和田本町に転居、翌年には、杉並区の東隣にある中野区の江古田に転居する。
1951年、江古田で自ら設計した自邸《滴々居》（一部は移築されて現存）の建築が始まる。《滴々居》は、入居当初は手洗い場がないなど未完成で、入居後も改築・増築が進められた。設計図で計画されていた銅板葺は竣工の10年後に実現された。この年、秋田県では、秋ノ宮村役場（移築、村はのちに合併して湯沢市）、《山月席（T旅館客室）》（現存せず）、《山花席（O邸客室）》（現存するか不明）を手掛けた。秋ノ宮村役場は、白井の作品の中でも公共施設という面で特徴的である。また、そのデザインにおいても、民家で採用されることの多い切妻屋根を拡大して役場の屋根として採用している点が特徴的であり、評論家の川添登は「翼をひろげて、いまにも飛びたとうとする鳥」と評した。この作品はのちに取り壊しが決まった際に押切家によって、地元の稲住温泉に移築された。また、この年には東京都練馬区では《瀧瀬邸》（現存するか不明）も手掛けた。

#### 《煥乎堂》と《浮雲》
1952年、群馬県前橋市の書店煥乎堂の3代目社長で、詩人でもあった高橋元吉に依頼され、書店《煥乎堂》（現存せず）の設計を手掛け、1954年に完成した。《煥乎堂》の設計を通じて、ブルーノ・タウトに師事した建築家、工業デザイナーの水原徳言と知り合う。高橋、水原との交流はこの後も続き、のちに3人で「顧不顧の会」と称する会合を前橋の料亭「岡源」で開くようになり、あらゆるテーマについて語り合った。この年、稲住温泉の別棟として白井が設計した《浮雲》（現存）が完成する。《浮雲》の設計について、白井は1953年の『新建築』8月号において、都会の人が求める郷土的な要素と、田舎の人が求める都会的な要素を兼ね備えるように意識した、と述べている。義兄近藤は戦前から「稲住温泉」の当主押切永吉と交流があり、戦時中にも荷物を疎開させ預かってもらっていた。白井も近藤とともに自身の書籍をこの地に疎開させており、その縁から設計を任された。この交友関係も、秋田での白井の建築の多さにつながっていると見られる。「稲住温泉」で、白井は《浮雲》に続いて複数の設計を手がけた。1953年には本館の玄関、63年までには《浮雲》の離れの客室として設計された、《嵐亭》、《漣亭》、《杉亭》の三つの建築が完成する。

#### 「原爆堂計画」と「縄文的なるもの」の発表
1953年、雑誌『新建築』の編集長となった川添登と親交を持つ。
1955年、丸木位里・丸木俊夫妻の描いた『原爆の図》』を常設展示するための美術館の構想「原爆堂計画」を雑誌『新建築』4月号に掲載する。この「計画」は依頼があって作成したものではなく、『原爆の図』を常設するための美術館の構想があることを知った白井が、自発的に取り組んだものだった。この計画は実現しなかったが、建築のデザインの一部はのちに《親和銀行本店第1期》の設計に反映された。
1956年、雑誌『新建築』8月号で「縄文的なるもの」を発表。この論文により、白井は丹下健三なども関わった「伝統論争」の論客の一人とみなされるようになる。
1957年、「新建築問題」により、川添をはじめとした白井と親交のあった『新建築』の編集者が『新建築』の編集部を去る。
1960年、世界デザイン会議が東京で開催され、白井も参加する。白井はルイス・カーンとの対談を行う予定であったが、発熱のため中止された。この年、白井としては戦後初めてヨーロッパに旅行する。3ヶ月かけて、イタリアやフランス、スペイン、北欧を回った。また、この年から書に取り組むようになる。
1961年、高村光太郎賞の造型部門の最初の受賞者に選ばれる。この時の審査員は建築家の谷口吉郎と、白井とはパリで面識のあった彫刻家高田博厚だった。
1962年、中央公論社のレーベル〈中公新書〉の装丁を手がける。この装丁は2021年現在も同新書の装丁として使用されている。この年の4月、義兄近藤浩一路が死去。近藤の墓碑《近藤浩一路墓碑》を手がける。

#### 《親和銀行本店》
1967年、15年住んだ《滴々居》を解体する。解体された《滴々居》の一部は美術評論家の海上雅臣の仲介により千葉県鋸山に移築、白井の計画を元に増改築が行われて翌年には《海山居》として完成する。新しい自邸《虚白庵》（現存せず）を設計し、その建築が始まる。《虚白庵》に入居するまでの間、《アトリエNo.5》に仮寓する。この年、長崎県佐世保市で白井の設計した親和銀行本店の増築部分《親和銀行本店第1期》（現存）が完成する。この設計の依頼は親和の頭取だった同じ京都出身の北村徳太郎によるものだった。
1969年、《親和銀行本店》の業績に対して、建築年鑑賞、日本建築学会賞、毎日新聞芸術賞を贈られる。日本建築学会賞の受賞に際して開かれた座談会において、前川國男と出会い意気投合し、同年の箱根国際会議場のコンペティションでは、前川に審査員を委嘱される。この後、前川との交友は生涯続くこととなる。
1970年、《虚白庵》に転居する。同年3月には、白井の書の展覧会が銀座壱番館画廊で開催された。また、白井の書を集めた『顧之居書帖』（鹿島出版会）が出版される。
1973年、2年後に完成することになる《懐霄館（親和銀行電算事務センター）》の外壁素材の準備及び調査のために、韓国を初めて訪れる。
1974年、自著『白井晟一の建築』（中央公論社）が出版される。この年、東京都港区に代表作のひとつ、《ノアビル》（現存）が完成する。
1975年、《ノアビル》に対して日本サインデザイン賞を贈られる。この年、《懐霄館（親和銀行電算事務センター）》（現存）が完成する。
1978年、研究誌『白井晟一研究』（全5巻、南洋堂出版）の出版が開始。また、川添による白井の作品集『白井晟一　建築とその世界』（世界文化社）が出版される。
1979年、エッセイ集『無窓』（筑摩書房）が刊行される。

#### 美術館建築
1980年、《親和銀行本店》の業績を賞して第36回日本芸術院賞を贈られる。この年、白井にとって初めての美術館建築《渋谷区立松濤美術館》（現存）が完成する。翌年には、白井の２つの美術館建築のうちのもう一つ、《芹沢銈介美術館（石水館）》（現存）が完成。

### 死去
1983年、11月に京都の《雲伴居》の建築現場で倒れ入院、同月22日に逝去。告別式は12月20日に東京青山斎場で行われた。
死後に完成した作品には、1984年に完成した《桂花の舎》（現存）《雲伴居》（現存）《びわ湖北寮》（現存）《浄智寺庫裡》（現存）がある。

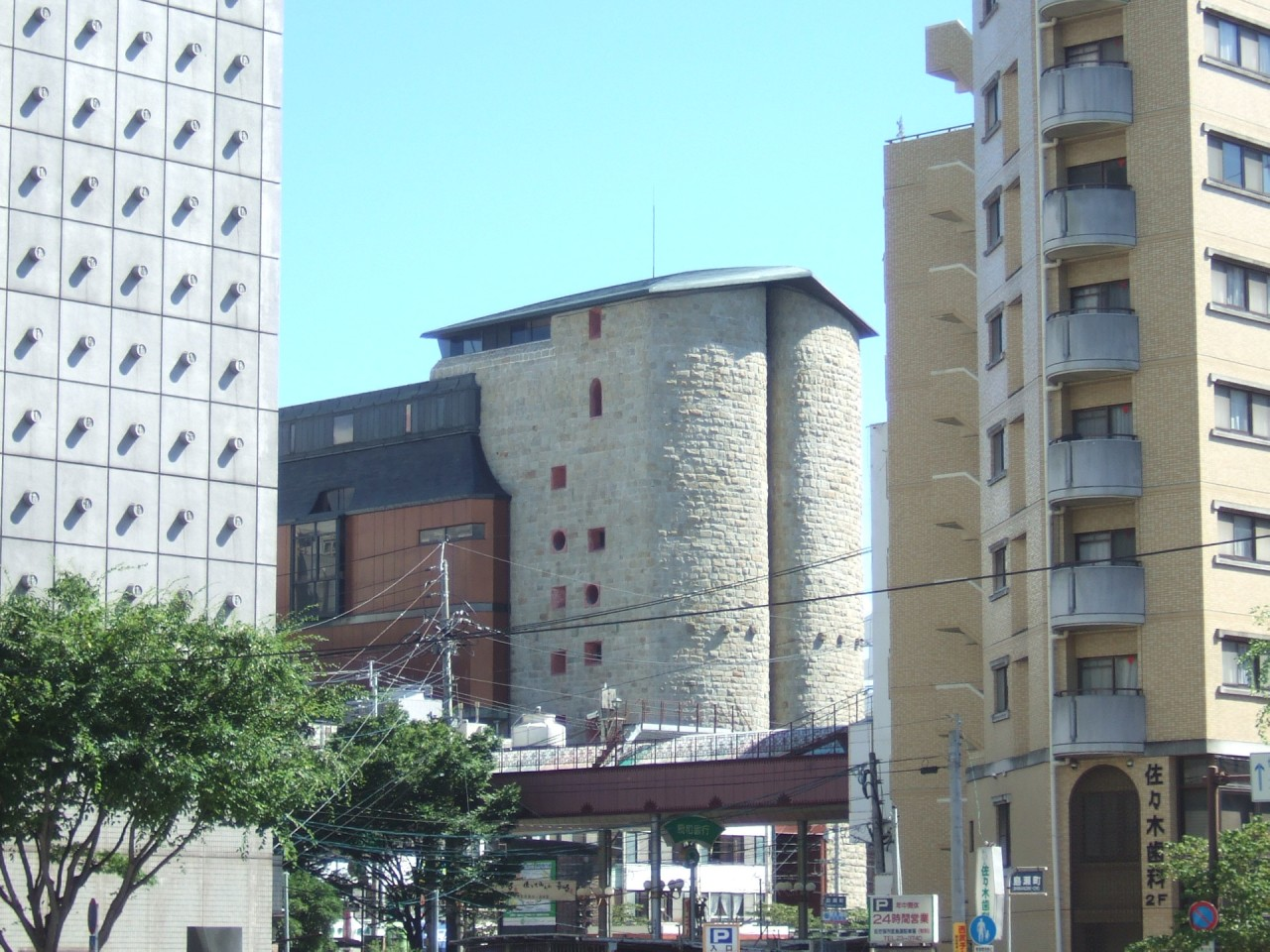
懐霄館
（1975年、長崎県佐世保市）

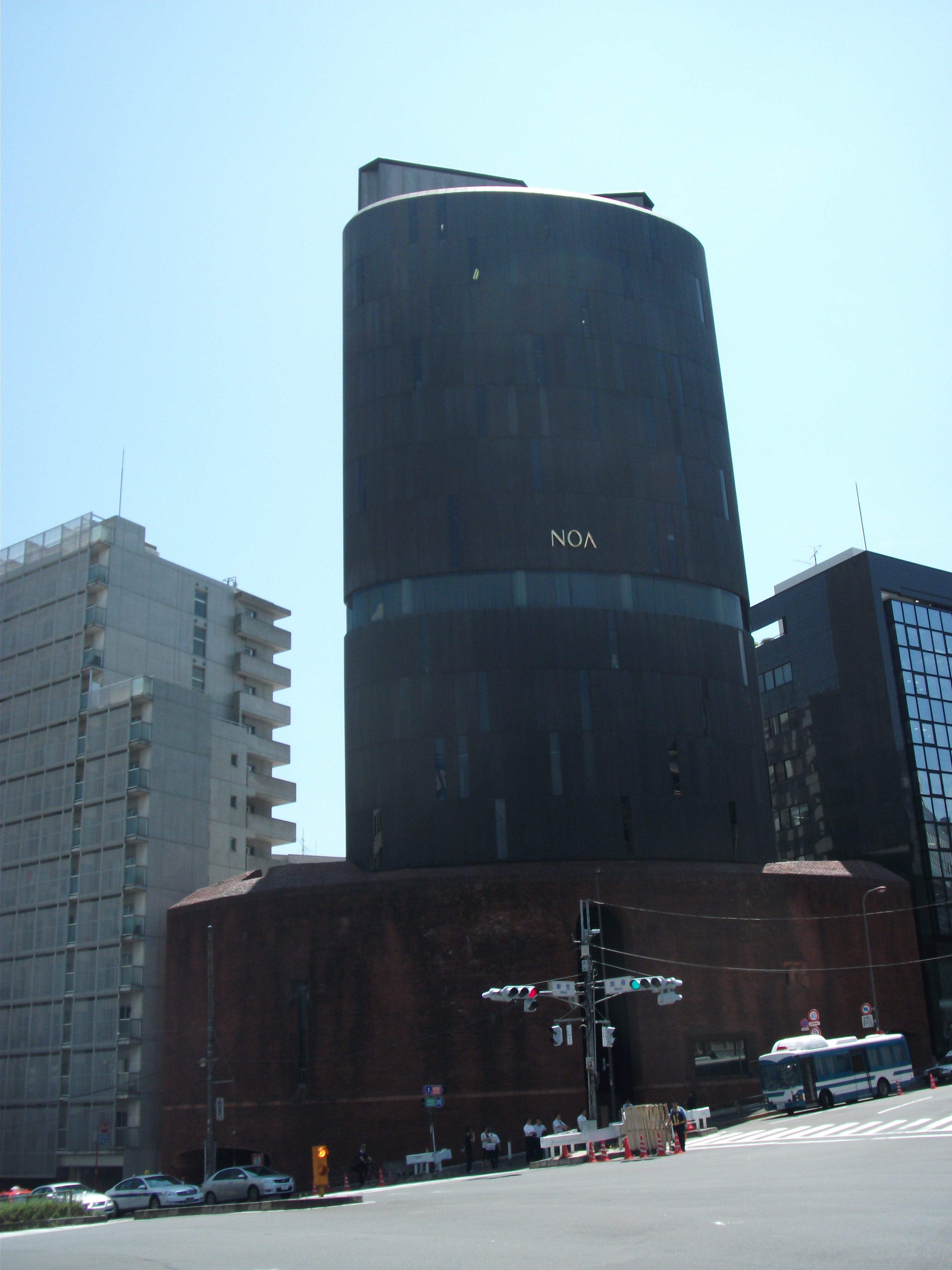
ノアビル
（1974年、東京都港区）

## 建築作品

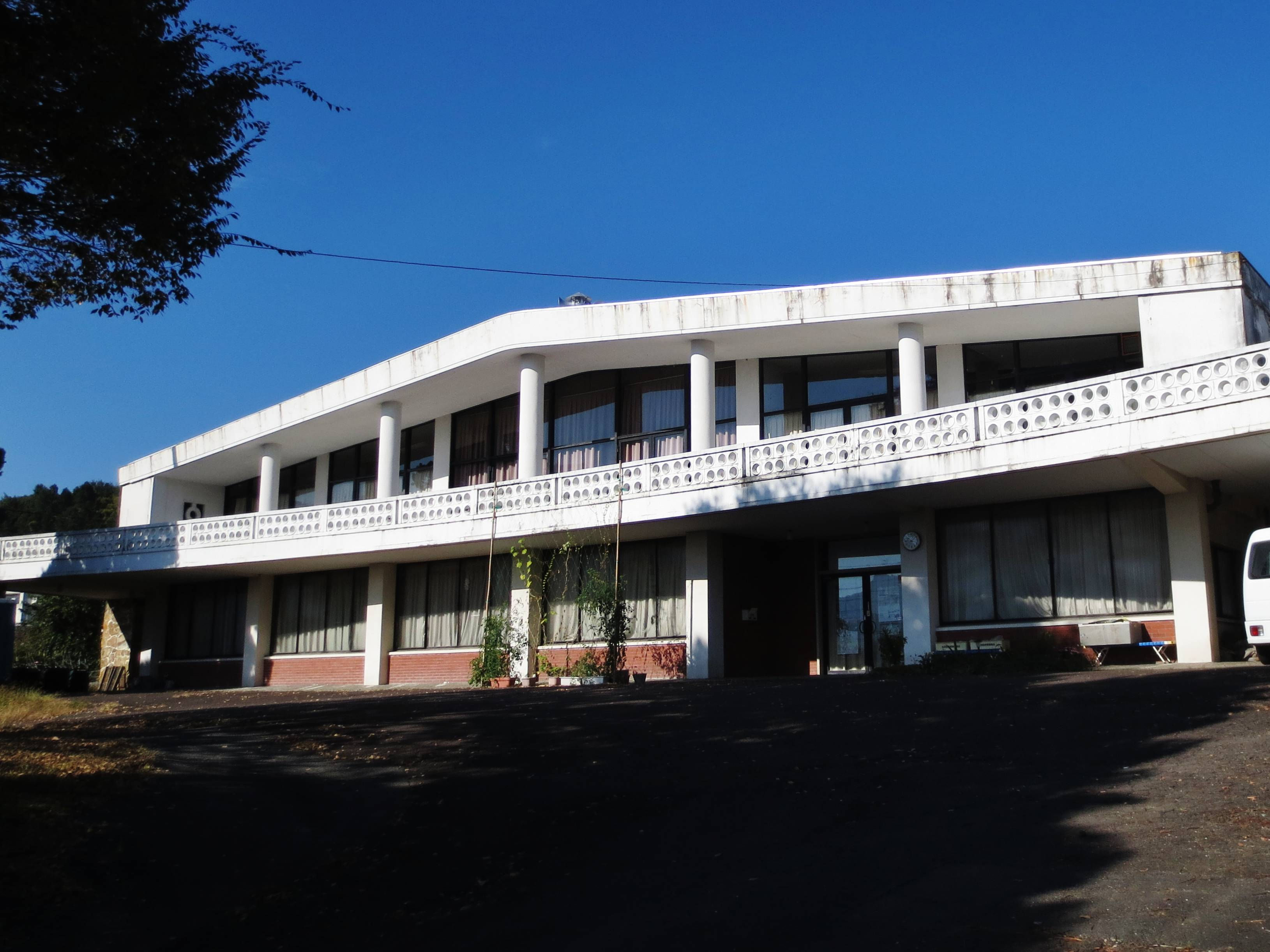
旧松井田町役場
（1955年、群馬県安中市）

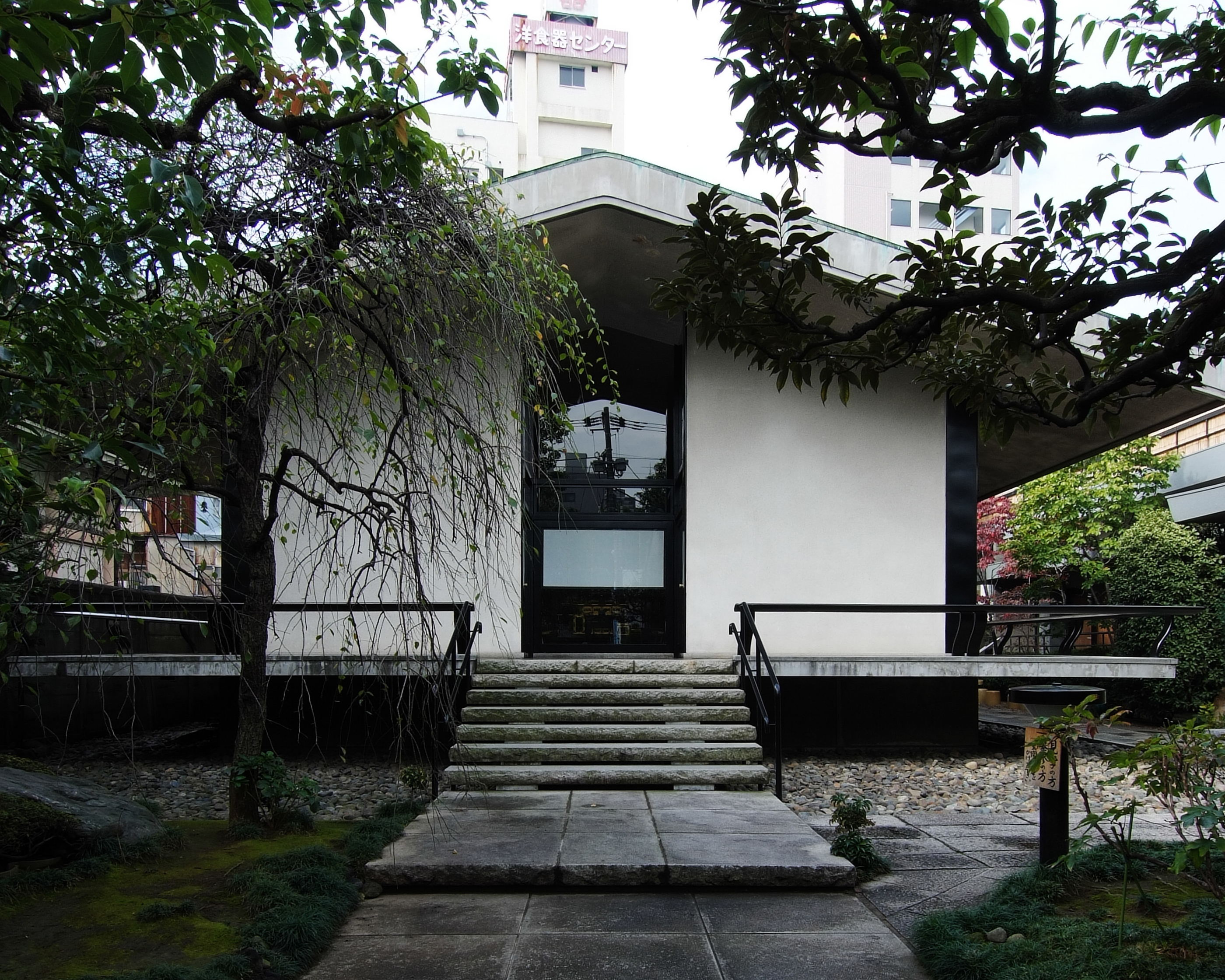
善照寺本堂
（1958年、東京都台東区）

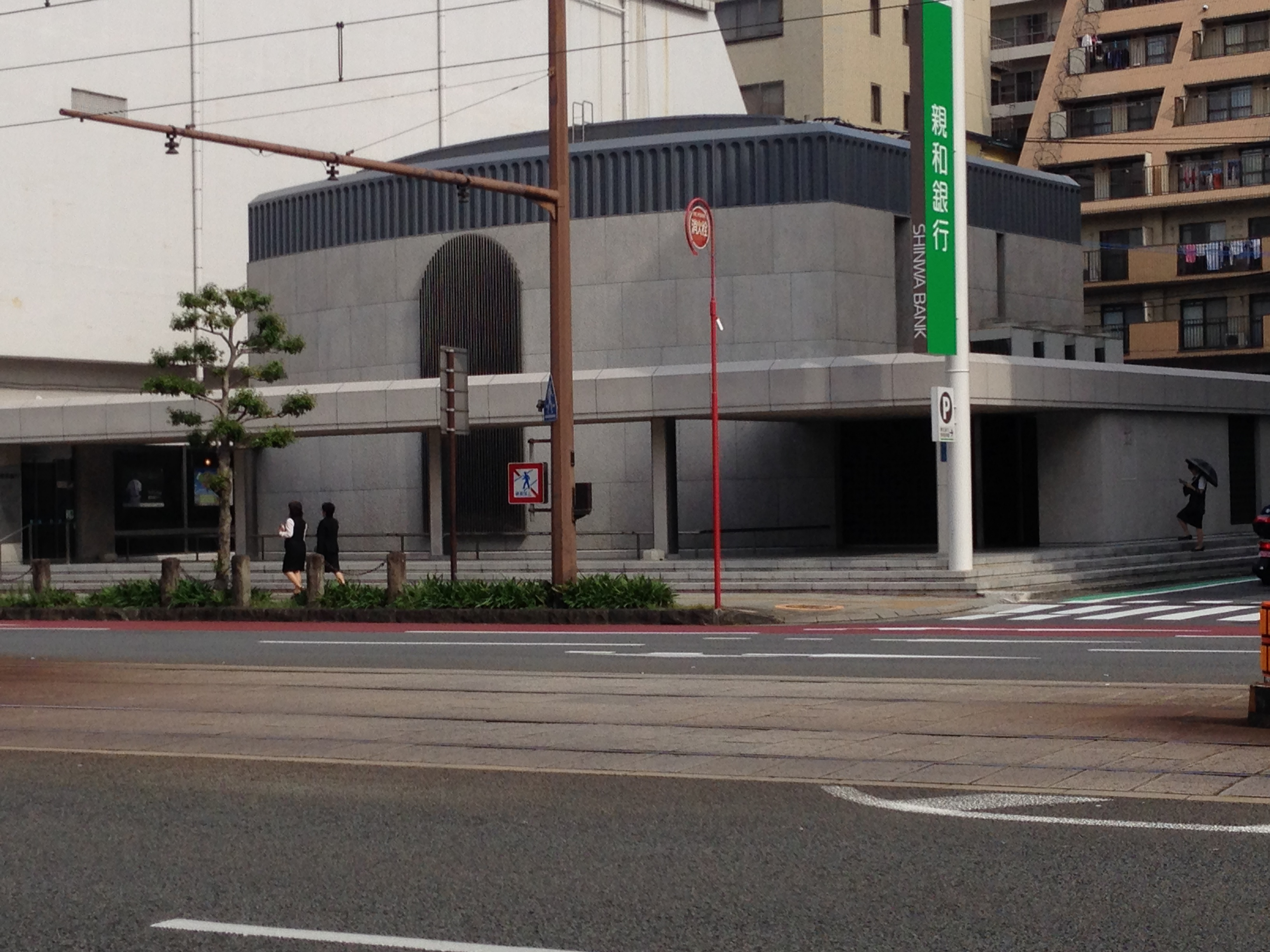
親和銀行大波止支店
（1963年、長崎県長崎市）

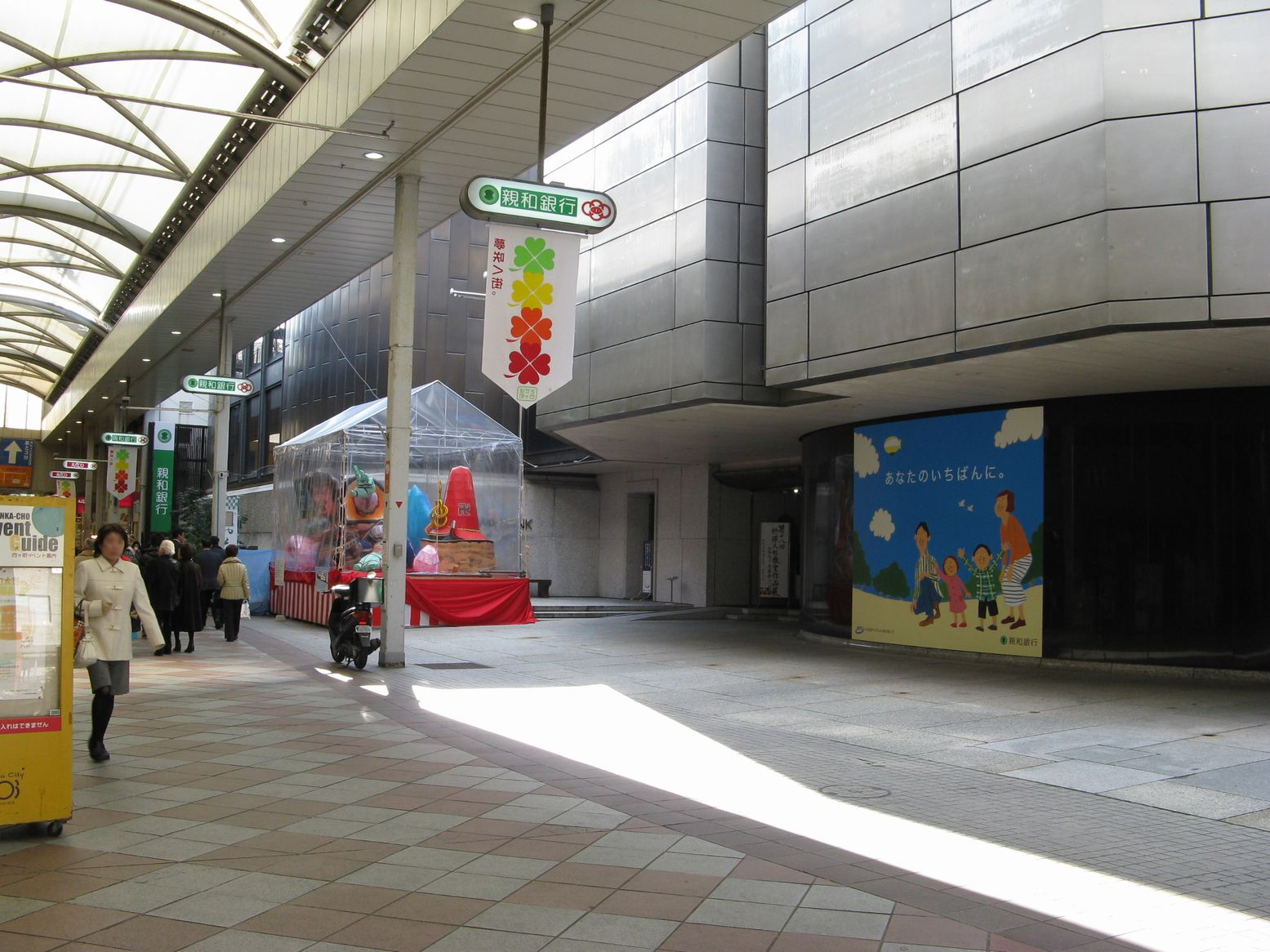
親和銀行本店
（1970年、長崎県佐世保市）

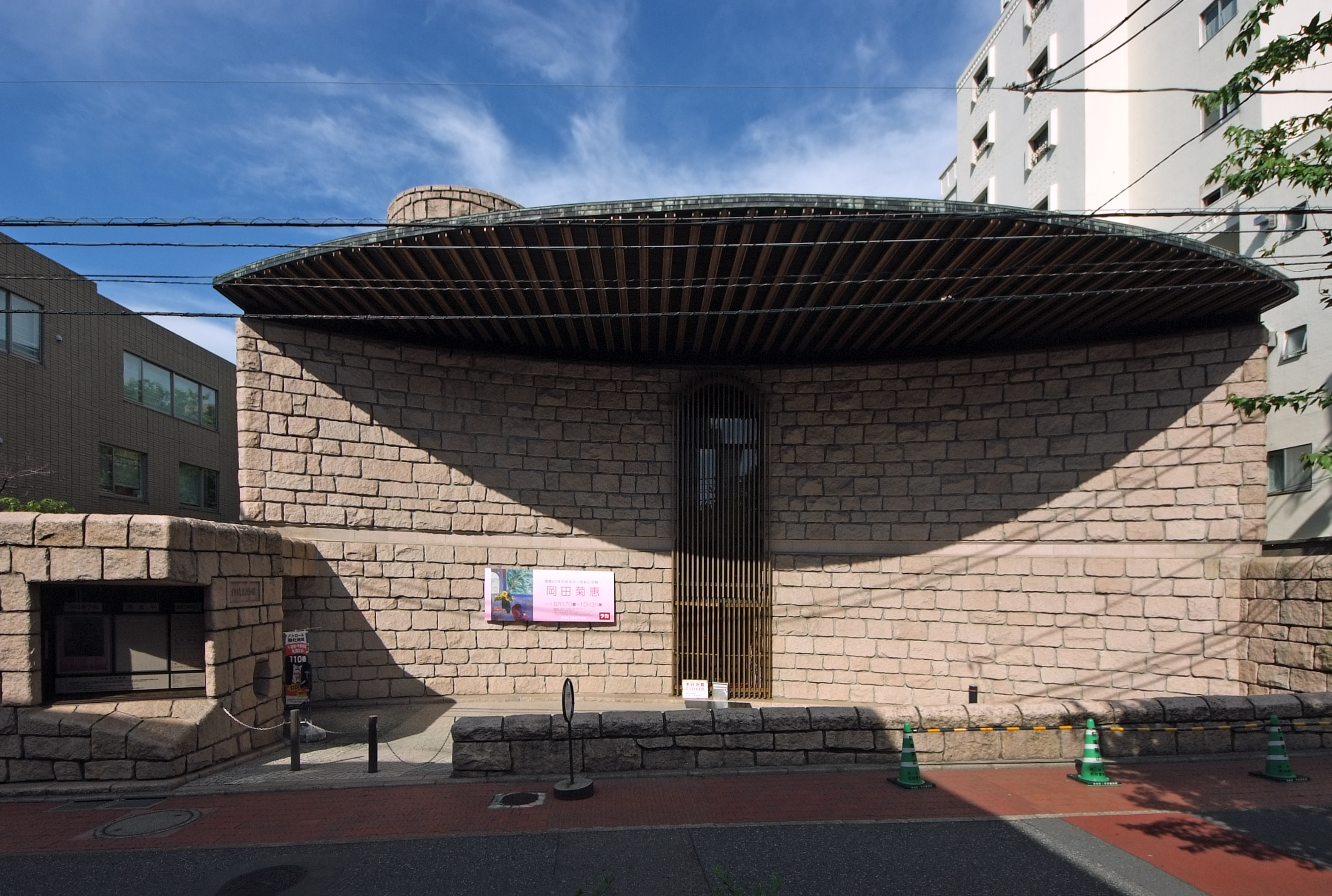
渋谷区立松濤美術館
（1980年、東京都渋谷区）

| 年   | 名称                                    | 所在地           | 状態                 | 構造           | 施工                   |
| ---- | --------------------------------------- | ---------------- | -------------------- | -------------- | ---------------------- |
| 1938 | 河村邸（旧近藤浩一路邸）                | 東京都東久留米市 | 現存せず             | 木造           |                        |
| 1938 | 歓帰荘                                  | 長野県軽井沢町   | 移築                 | 木造           |                        |
| 1938 | 近藤浩一路旧邸                          | 東京都豊島区     | 現存せず             | 木造三州瓦葺   |                        |
| 1941 | 山中山荘                                | 山梨県南都留郡   | 現存せず             |                |                        |
| 1941 | 関根邸                                  | 東京都杉並区     | 現存せず             |                |                        |
| 1941 | 嶋中山荘                                | 長野県軽井沢町   | 現存せず             | 木造茅葺       |                        |
| 1941 | 清沢洌山荘                              | 長野県軽井沢町   | 現存せず             | 木造           |                        |
| 1948 | 羽後病院                                | 秋田県羽後町     | 現存せず             |                |                        |
| 1951 | 旧秋ノ宮村役場                          | 秋田県湯沢市     | 稲住温泉に移築       | 木造           |                        |
| 1951 | 山花席（O邸客室）                       | 秋田県湯沢市     |                      |                | 岡野工務店             |
| 1951 | 山月席（T旅館客室）                     | 秋田県湯沢市     | 現存せず             |                | 岡野工務店             |
| 1951 | 滝瀬邸                                  | 東京都練馬区     | 現存せず             | 木造           | 直営                   |
| 1951 | 白井旧邸（滴々居）                      | 東京都中野区     | 現存せず             | 木造           | 直営                   |
| 1952 | 白井アトリエ（アトリエNo.5）            | 東京都中野区     |                      | 木造           | 直営                   |
| 1952 | 土筆居                                  | 東京都豊島区     | 現存せず             |                | 直営                   |
| 1952 | 稲住温泉浮雲                            | 秋田県湯沢市     |                      | 木造           | 岡野某                 |
| 1953 | 試作小住宅（現・顧空庵）                | 秋田県湯沢市     | 移築・登録有形文化財 | 木造           | 中村組                 |
| 1953 | 半宵亭（鷹の湯温泉）                    | 秋田県湯沢市     |                      | 木造           | 直営                   |
| 1953 | 土筆居 書屋                             | 東京都豊島区     |                      | 木造           | 直営                   |
| 1953 | 旧大館木材会館                          | 秋田県大館市     |                      | 木造           |                        |
| 1953 | 雄勝中央病院                            | 秋田県湯沢市     | 現存せず             | 木造           | 高久建設               |
| 1953 | 稲住温泉浮雲 玄関部増築                 | 秋田県湯沢市     |                      | 木造           | 直営                   |
| 1953 | 大曲（仙北）木材会館計画                | 秋田県大仙市     |                      | 木造           |                        |
| 1953 | 高久酒造酒蔵茶室・琅汗席                | 秋田県湯沢市     |                      | 木造           | 岡野工務店（岡野福松） |
| 1953 | H氏邸                                   | 東京都練馬区     | 現存せず             | 木造           | 飯塚工務店             |
| 1953 | 知宵亭                                  | 群馬県高崎市     | 現存せず             | 木造高床式     | 池下工業株式会社       |
| 1954 | 小平の家                                | 東京都東村山市   | 現存せず             | 木造           | 滝川工務店             |
| 1954 | 煥乎堂                                  | 群馬県前橋市     | 現存せず             | RC造           | 前橋土建株式会社       |
| 1954 | 萩原朔太郎詩碑計画                      | 群馬県前橋市     |                      |                |                        |
| 1955 | 原爆堂計画                              | 広島県広島市     |                      | RC造           |                        |
| 1955 | 半僧坊計画                              | 群馬県松井田町   |                      | 木造           |                        |
| 1955 | アトリエNo.6                            | 東京都練馬区     |                      | 木造           | 滝川工務店             |
| 1955 | 中山邸                                  | 東京都品川区     | 現存せず             | 木造           | 直営                   |
| 1955 | 旧松井田町役場                          | 群馬県安中市     |                      | RC造/木造      | 鹿島建設株式会社       |
| 1956 | 三国レイクサイドホテル計画              | 群馬県利根郡     |                      | RC造           |                        |
| 1956 | 旧雄勝町役場                            | 秋田県湯沢市     | 2017解体、一部現存   | RC造           | 三信建設               |
| 1956 | 料亭岡本                                | 長野県長野市     | 現存せず             | 木造           | 直営                   |
| 1957 | 東北労働会館計画                        | 秋田県秋田市     |                      | RC造           |                        |
| 1957 | 秋田市立美術館計画                      | 秋田県秋田市     |                      | RC造           |                        |
| 1957 | 奥田邸（奥田酒造店店舗兼主屋）          | 秋田県大仙市     | 登録有形文化財       | 木造           | 岡野工務店             |
| 1958 | 善照寺本堂                              | 東京都台東区     |                      | RC造           | 株式会社竹中工務店     |
| 1958 | 鳴子ホテル                              | 宮城県鳴子町     | 現存せず             | 木造           | 直営                   |
| 1959 | 古川邸                                  | 埼玉県所沢市     |                      | 木造           |                        |
| 1959 | 四同舎（旧湯沢酒造会館）                | 秋田県湯沢市     | 登録有形文化財       | RC造           | 清水建設(株)秋田営業所 |
| 1959 | 漣亭（稲住温泉浮雲離れ）                | 秋田県湯沢市     |                      | 木造           |                        |
| 1959 | 増田夫妻のアトリエ（アトリエNo.7）      | 東京都世田谷区   |                      | 木造           | 直営、一部岡野工務店   |
| 1959 | 木村邸                                  | 埼玉県所沢市     |                      |                |                        |
| 1959 | 萩島邸および萩島小児科医院              | 東京都調布市     | 現存せず             |                |                        |
| 1960 | 日本電業工作株式会社                    | 東京都練馬区     |                      |                |                        |
| 1962 | 飯塚邸および飯塚病院                    | 長野県長野市     | 現存せず             | 木造           |                        |
| 1962 | 近藤浩一路墓碑                          | 東京都台東区     |                      |                |                        |
| 1962 | 横手興生病院 病棟                       | 秋田県横手市     | 2008解体、一部現存   |                |                        |
| 1963 | 親和銀行東京支店                        | 東京都中央区     | 現存せず             |                | 大成建設株式会社       |
| 1963 | 親和銀行大波止支店                      | 長崎県長崎市     |                      | RC造           | 金子組                 |
| 1963 | 嵐亭（稲住温泉浮雲離れ）                | 秋田県湯沢市     |                      | 木造           |                        |
| 1963 | 杉亭（稲住温泉浮雲離れ）                | 秋田県湯沢市     |                      | 木造           |                        |
| 1965 | 鹿子木邸                                | 千葉県流山市     |                      | 木造           |                        |
| 1965 | 呉羽の舎                                | 富山県富山市     |                      | 木造           |                        |
| 1965 | 横手興生病院 厨房棟                     | 秋田県横手市     | 2008解体、一部現存   | RC造           | 株式会社大和組         |
| 1967 | 親和銀行本店第1期                       | 長崎県佐世保市   |                      | RC造           |                        |
| 1968 | 海山居                                  | 千葉県富津市     |                      | 木造           |                        |
| 1970 | 親和銀行本店第2期                       | 長崎県佐世保市   |                      | RC造           | 株式会社竹中工務店     |
| 1970 | 虚白庵（自邸）                          | 東京都中野区     | 現存せず             | RC造           |                        |
| 1971 | 昨雪軒                                  | 秋田県横手市     |                      | RC造一文字瓦葺 | 株式会社大和組         |
| 1972 | 尻別山寮                                | 北海道留寿都村   |                      | S造一部RC造    |                        |
| 1972 | 茨城キリスト教大学 サン・セバスチャン館 | 茨城県日立市     |                      | RC造           |                        |
| 1974 | ノアビル                                | 東京都港区       |                      | SRC造          | 株式会社竹中工務店     |
| 1974 | 茨城キリスト教大学 サンタ・キアラ館     | 茨城県日立市     |                      | RC造           | 株式会社竹中工務店     |
| 1975 | 親和銀行本店第3期 懐霄館                | 長崎県佐世保市   |                      | SRC造          | 株式会社竹中工務店     |
| 1978 | 杉浦邸                                  | 東京都中野区     | 現存せず             |                |                        |
| 1980 | 渋谷区立松濤美術館                      | 東京都渋谷区     |                      | RC造           | 株式会社竹中工務店     |
| 1981 | 芹沢銈介美術館（石水館）                | 静岡市駿河区     |                      | RC造           | 大成建設株式会社       |
| 1984 | 桂花の舎                                | 神奈川県大和市   |                      | 木造           |                        |
| 1985 | 雲伴居                                  | 京都府京都市     |                      | 木造           |                        |
| 1992 | 東京造形大学美術館                      | 東京都八王子市   |                      |                |                        |

## 受賞
- 1961年 - 高村光太郎賞を受賞（造型部門）[3][37]。
- 1969年 - 《親和銀行本店》の業績を評価して、建築年鑑賞、日本建築学会賞、第11回毎日芸術賞が贈られた[3]。
- 1975年 - 《ノアビル》によって、日本サインデザイン賞を受賞[3][49]。
- 1980年 - 日本芸術院賞（親和銀行本店の建築設計）[50]

## その他
戦後はモダニズム建築全盛の風潮に背を向け、哲学的と称される独自の建築を生み出す。
その流れで白井の仕事がもっと評価されて然るべきたということ、近代建築に反旗して反近代が結晶したともいえる白井の仕事が今後、重要な意味を持ってくる。たとえば歴史的な建築の取り組み、職人にそのものとも言える仕事ぶり、独特の美学について今後もっと突っ込んだ形で感謝されるべきであるとされてきた。
生前、日本の建築界で十分に評価されなかったとみられている。
白井の生きた時代は、日本の社会が圧倒的に近代建築を求めていた時で、
近代建築に飽き足りない極く一部の建築家とか施主だけが、
わずかに白井に関心を抱いていたにすぎなかった。

### 懐霄館について
長崎県佐世保市にある「懐霄館」と呼ばれるヨーロッパの石造の塔を思わせる建物は、白井の代表作と言える。機能としては親和銀行本店のコンピューター棟であるのだが、機能的にはおよそ不必要な形態・空間・材料が与えられており、常識的には過剰な表現および構造であるかに見える。しかしこれは、実は非常に合理的なデザインでもあった。また、東京都港区飯倉の交差点に屹立するノアビルは、事務所ビルであるが、楕円形の平面をしており、窓も極端に少ない。

### 伝統論争
1952年に岡本太郎が発表した「縄文土器論」の影響を受けて、1955年『新建築』誌上での丹下と川添登の対談で提起された「縄文と弥生」というテーマを受ける形で、翌1956年同誌に掲載された白井の作品解説文『縄文的なるものー江川氏旧韮山館について』は、建築界に「伝統論争」を巻き起こしたと言われる。ただし、実際対談や論争したことはなく、のちに吹聴されたもののようだ。 1961年、第4回高村光太郎賞（造型部門）を受賞したことは、その後の活動への大きな励みとなる飛躍であった。受賞は「善照寺本堂」などの業績に対してであった。 1969年、箱根国際会議場設計コンペの審査員を依頼されてから、その審査員長であった前川國男と親交があり、雲伴居（京都の施主の注文）やびわこ湖北寮などの完成を見ずに斃れた白井の死を、前川は「日本の闇を見据える同行者はもういない」と嘆いている。また
磯崎新とも親交があり『日経アーキアクチュア』1984年1月2日号 では白井から多くを学ばせていただいたと言う。丹下健三の対極にある鏡のような存在としての建築家として近代建築の直面している問題を乗り越える手がかりについて何かと示唆を与えてくれた建築家であったとしている。つくばセンタービルでの設計を磯崎が担当することになったことについて、白井は大変喜び、公私にわたり何かとお世話になったと言う。

### 建築の特徴
白井の建築作品を特徴付けているのは、象徴的な形態と光に対する独特の感性である。白井の作品では合理的な解法という面と、形而上学的な表現という面は分かちがたく両立している。また、コンクリート造りの内部空間はしばしば「洞窟的」と称される独特の光の扱いを示すが、木造においてはむしろ開放的に明るい。
「空間」を建築創造の主題とする近代主義（モダニズム）建築の主流に迎合せず、むしろそれ以前の部屋単位の組み立てや、陰影や素材によってもたらされる（パースペクティヴ的でない）奥行き感、象徴的な造形、人間の胎内感覚といった要素を重視して別の可能性を切り開いた。

### 装丁の仕事
一方、白井は山本有三の著書『真実一路（新潮社）』以来、自著も含む多数の装幀デザインを手掛けたことでも知られる。特に1962年創刊時にデザインされた中公新書の見開きは今も使われている。
ちなみに、1941年に建築設計を手がけた嶋中山荘は、当時の中央公論社社長、嶋中雄作の別荘であった。70歳直前に初めて出版された白井の作品集も、やはり中央公論社から出版されている。1973年に創刊された中公文庫の内表紙の鳩のイラストも、担当している。

### 建築と書
建築のまとめ方が変わっており、ひとつひとつバラバラになった建築の要素を、こういう考え、これはこういう気分だというように、頑固なまでに自己を介在させることによって組み立てるやり方をとった。
晟一好みとでもいう、独自の美学を持ち、白井の建築にはひとつの量塊としての重量感があり、存在感が溢れていた。そうした美学と技柄を支えていたのが、普段から怠らなかった眼と手の修練で、眼の修練としては、実際に家具、ランプ、燭台などを直接、自分で集めて、生活の中でそれらの持っているエッセンスを引き出すという本格派の手法をとる。
又、手の修練としては一流の域に達していた書道があった。
幼少時に京都市内の近所の寺で習字を習った経歴のある白井は、九州で黄檗の書を見たことをきっかけとして、建築の仕事のない時、書に勤しんだ。「顧之書」は、漢詩や仏教用語の独特の教養を表現したものであり、生前から個展（東京）が開催されている。しかし、近年「白井研究所」所有の書には、完成作でないものまで業者（東京・月島）に渡されて書展を開催。「白井建築研究所」所有の書は別の業者（東京）が管理して松坂屋などで展覧してきた。
秋田県内、特に湯沢市には白井が手がけた建築が多数残されている。羽後町の「羽後病院」が県内で最初の作品として知られている。「羽後病院」「雄勝中央病院」の図面は「白井晟一研究会」(本部・京都市・石沢加津子主宰）が2006年2月に探し湯沢市内の建設会社、丸臣高久建設で見つかった。なお、京都市出身の白井が、秋田で多くの仕事の機会を得ることができた理由は、疎開中に秋田の知人宅に家財道具を預けた縁によるものである。

### 原爆堂
「原爆堂（TEMPLE ATOMIC CATASTROPHES）」計画は、
現在、原爆堂建設委員会によって、国境を越えた被ばく医療に役立つ施設の中心として原爆堂の建設実現を目指すプロジェクトが模索されている 。
この計画案のデザイン性は『日本の建築・土木ドローイングの世界』(藤森照信／清水慶一／日本デザインセンター, 大成建設, 1997)などによると、現在活躍中の建築家に大きな影響を与え、かつどのようなデザインの流れのなかで生まれてきたものなのか見当がつかず建築史家の頭を悩ませているという白井の特性を良く表している案であるという。

### 学習法
学校で近代建築を学んだ者のようにまず頭で理解し、その考え方や方向やシステムを咀嚼してデザイン表現におろしていくような建築の修得の仕方とは全く違い、白井の場合、狙いを定めた建築に対し、身体ごとぶつかっていって手撼みでその精髄を体得するようなやり方をとる。
事実これを裏付けるエピソードに事欠かない。
例えば、たまたま数寄屋建築をやるという段になると、それはいい機会だということで徹底的に勉強し、大工、職人の技術まで自分のものとしている。
欧州の古典建築の把まえ方もこれと同じやり方で行っていた。
近代建築が欠落させていたものを自分の建築に持ち込み、それが時代を超越した価値を持つ本来的な建築であるとの信念を持った建築家とみられている。
近代建築を使命をもって推進する、あるいは近代建築に反対するというような意識はなく、白井にとっては近代建築も意識の中にあっても
それも欧州等の古典建築や日本の伝統建築と同列にあり、白井建築を造っていくうえでのひとつの素材にすぎなく、このことは白井の独自の建築の学び方、最初に哲学を学び、最後に建築に戻り、しかも建築の修得が常に独学であったことと絡んでいる。

## 著書
- 『顧之居書帖』海上雅臣編 鹿島研究所出版会 1970
- 『白井晟一の建築』中央公論社 1974
- 『顧之居書帖 2』形象社 1976
- 『顧之居書帖 3』海上雅臣編 UNAC Tokyo 1978
- 『顧之書』ウナックトウキョウ 1978
- 『無窓』筑摩書房 1979　晶文社 2010
- 『石水館 建築を謳う』塩屋宋六編著 かなえ書房 1981
- 『世界建築設計図集 5 親和銀行大波止支店』同朋舎出版 1984
- 『雲伴居 写真集』白井晟一研究所著 古館克明撮影 筑摩書房 1993
- 『白井晟一 精神と空間』白井[イク]磨,谷内克聡監修 青幻舎 2010
- 『白井晟一の手と目』白井原多編 鹿島出版会 2011
- 『白井晟一、建築を語る 対談と座談』中央公論新社 2011
- 『白井晟一　書と土井晩翠』『白井晟一とラテン語』白井晟一研究会2022